# Чернецово (Псковский район)
Чернецово — деревня в Тямшанской волости Псковского района Псковской области России.
Расположена в 10 км к западу от центра города Пскова и в 3 км к северу от деревни Тямша.

## Население
| 2001 | 2002 | 2010 |
| ---- | ---- | ---- |
| 11   | ↘5   | ↗10  |